# Greer Garson

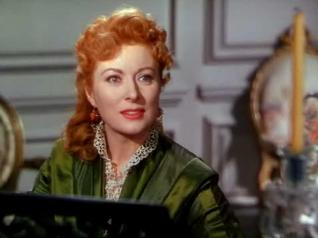
Greer Garson i Förmöget folk (1949).

Eileen Evelyn Greer Garson, född 29 september 1904 i London, död 6 april 1996 i Dallas, Texas, var en brittiskfödd amerikansk skådespelare. Med sitt förfinade sätt blev Garson en av de mest beundrade skådespelerskorna under andra världskriget. Greer Garson var stor stjärna hos Metro-Goldwyn-Mayer under 1940-talet. Hon mottog sju Oscarsnomineringar, varav fem stycken fem år i rad i kategorin bästa kvinnliga huvudroll (1941–1945), samt erhöll en av dessa för titelrollen i Mrs. Miniver (1942).

## Biografi
Greer Garson hade för avsikt att bli lärare men började i stället att spela teater och gjorde sin professionella debut 1932 med Birmingham Repertoire Theatre. Hon upptäcktes i London 1934 av Hollywoodmogulen Louis B. Mayer som skrev kontrakt med henne och tog henne till Hollywood.
Garsons filmdebut var 1939 som Mrs Chipping i Adjö, Mr Chips. Hon erhöll en Oscar 1942 för titelrollen i Mrs. Miniver. Totalt nominerades hon sju gånger till Oscar-statyetter. I flera av sina mest kända filmer hade hon Walter Pidgeon som motspelare.
Hon har sedan 1960 en stjärna på Hollywood Walk of Fame vid adressen 1651 Vine Street.
Greer Garson avled 1996, vid 91 års ålder. Hon är begravd tillsammans med sin make i Sparkman-Hillcrest Memorial Park Cemetery i Dallas.

## Filmografi i urval
- 1939 – Adjö, Mr Chips
- 1940 – En man för Elizabeth
- 1941 – Blommor i skugga
- 1941 – När kvinnor älska
- 1942 – Mrs. Miniver
- 1942 – Slumpens skördar
- 1943 – Madame Curie
- 1944 – Mrs. Parkington
- 1945 – Domens dal
- 1945 – Äventyr
- 1948 – Julia gör skandal
- 1949 – Förmöget folk
- 1950 – Familjen Miniver
- 1951 – Sköna juveler
- 1953 – Julius Caesar
- 1953 – I de bästa familjer
- 1954 – Hennes tolv män
- 1955 – Kvinnan i Santa Fe
- 1960 – Sunrise at Campobello
- 1966 – Med en sång i mitt hjärta
- 1967 – Miljonär till tusen
- 1968–1970 – Rowan & Martin's Laugh-In (TV-serie)
- 1978 – Little Women (Miniserie)
- 1982 – Kärlek ombord (TV-serie)